# Атанас Голешевски
Атанас Николов Голешевски e български футболист и треньор, централен нападател. Играл е за отборите на Локомотив (Русе) и Лудогорец (Разград).

## Биография
Роден на 16 февруари 1957 година в град Тутракан, България. Част от отбора на Локомотив (Русе) през сезоните 1979/80 и 1980/81, след което записва участие в един от най-успешните периоди на Лудогорец (Разград) през XX век. Между 1981 г. и 1986 г., Голешевски записва 120 мача и 46 гола в официални мачове за разградския отбор, което му отрежда престижно място сред вечната голмайсторска листа на Лудогорец.
По време на престоят му в Лудогорец, отборът се състезава в Б група и достига до полуфинал за купата на Съветската армия през 1983 г., когато губи от Доростол (Силистра) след продължения и дузпи. Голешевски е бил опитен нападател, обичан от публиката заради прецизните изпълнения с глава, които му донасят прозвището „Господарят на въздуха“.
Паметен мач с негово участие е двубоят на Лудогорец срещу Беласица през 1985 г., в който той се отчита с хеттрик. След футболната си кариера, Атанас Голешевски е треньор на детско-юношеската школа на ФК „Разград-2000“ в период от 8 години, след което през 2009 г. за кратко е треньор на ФК Кубрат.  Голешевски е награден от ръководството на Лудогорец за цялостен принос, на церемония при влизането на отбора в А група за първи път, през 2011 г.